# Anthonie Waterloo

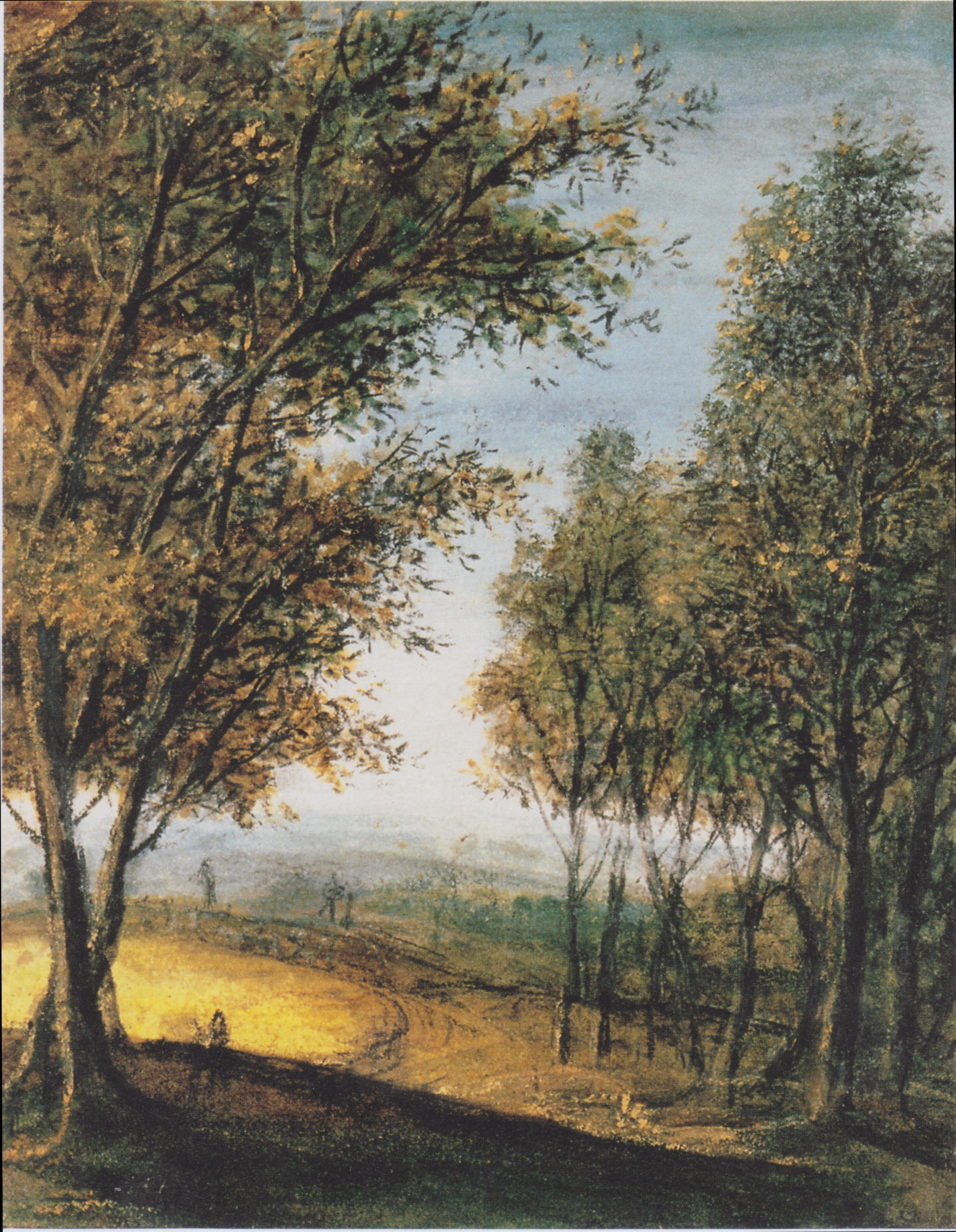
Waldrand

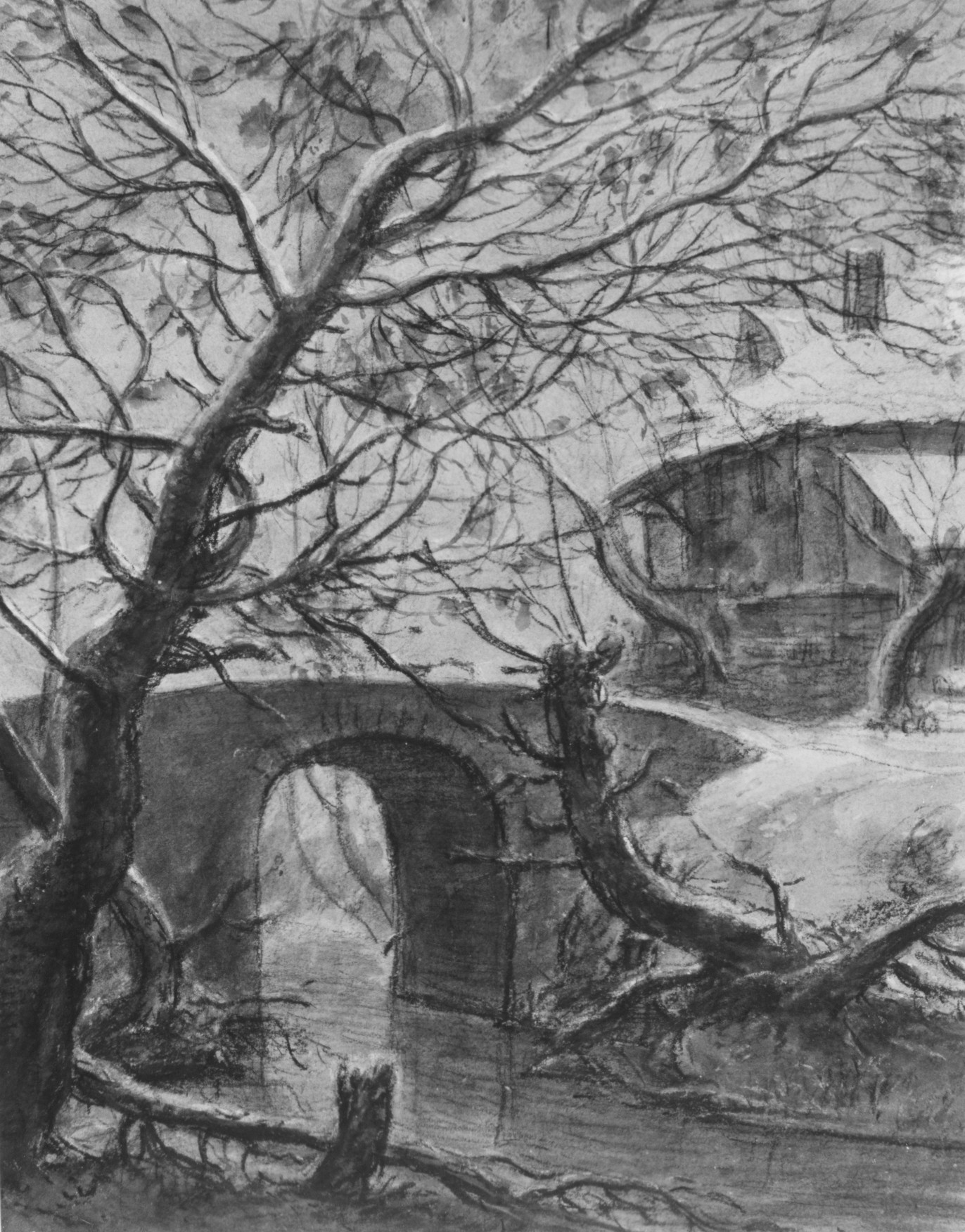
Haus bei einer Brücke, Metropolitan Museum, New York

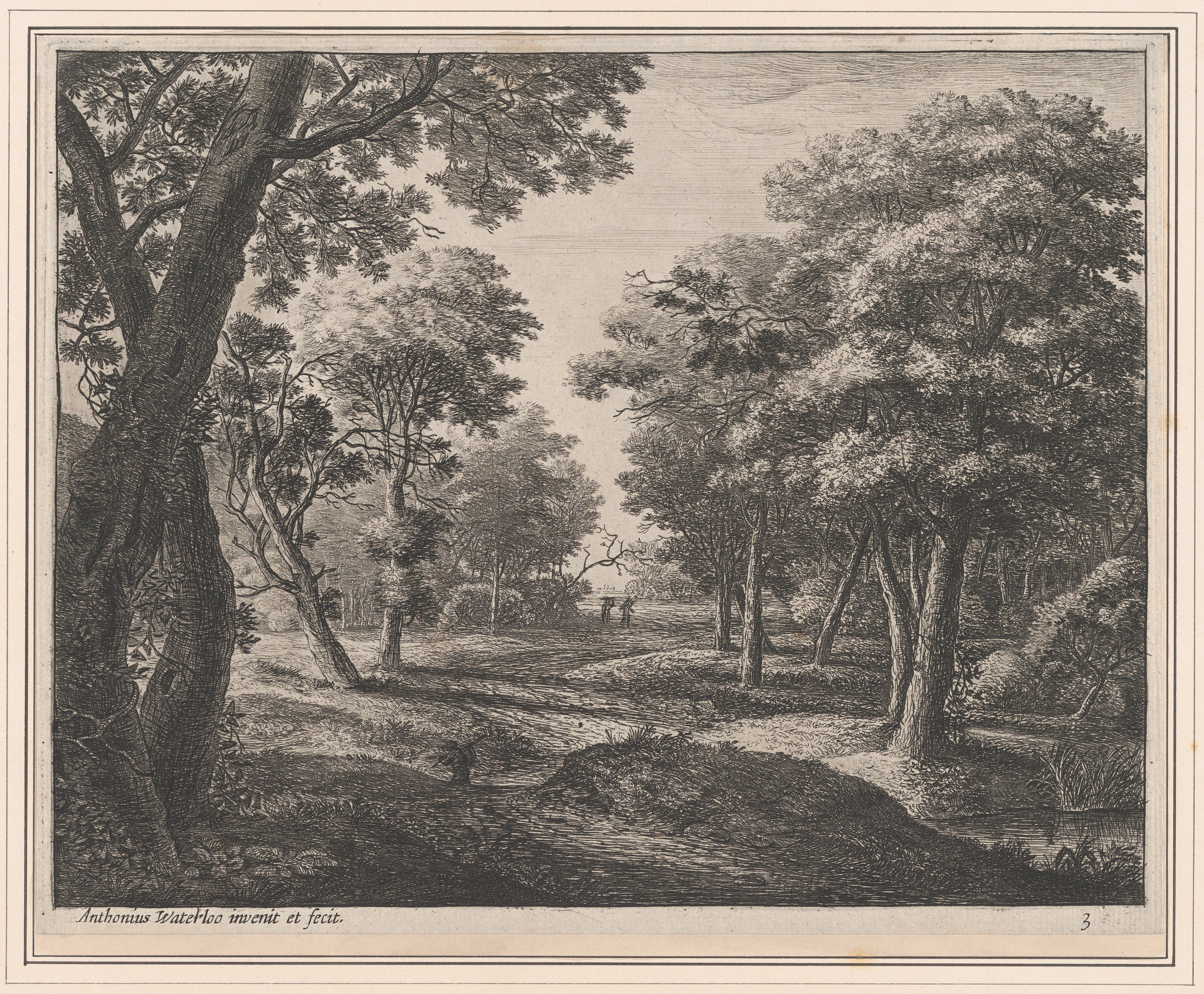
Weg durch den Wald, Metropolitan Museum, New York

Anthonie Waterloo (* vor 6. Mai 1609 in Lille; † vor 23. Oktober 1690 in Utrecht) war ein niederländischer Maler, Radierer und Kunsthändler.

## Leben
Über Waterloos Ausbildung ist nichts bekannt. 1630 wird er erstmals in Amsterdam als Gemeindemitglied genannt und heiratet dort am 23. April 1640 Catharijn Stevens van Dorp, die als Witwe des Malers und Kunsthändlers Elias Hoomis ein stattliches Vermögen in die Ehe einbringt. Im Januar 1653 wird Waterloo in Leeuwarden als Bürger registriert und im Februar des gleichen Jahres aus dem Kirchenregister in Amsterdam gestrichen. In den 1650er Jahren unternimmt er ausgedehnte Reisen durch Norddeutschland bis nach Danzig und vermutlich auch nach Italien und Frankreich. 1655 zieht er mit seiner Familie nach Maarssen. Seine Frau stirbt dort 1676. Er selbst stirbt im St.-Hiob-Spital in Utrecht und erhält ein Armenbegräbnis.

## Werk
Von Waterloo sind nur wenige Ölgemälde bekannt, die Waldlandschaften in der Art des Jacob van Ruisdael oder des Jan Vermeer zeigen. Zwei signierte Gemälde befinden sich in Gotha und in der Alten Pinakothek in München. Alle anderen Gemälde sind ihm nur zugeschrieben, was zum Teil diskutiert wird. Laut Arnold Houbraken war Waterloo mit Jan Weenix befreundet, der ihm die Figurenstaffage für seine Gemälde beigesteuert haben soll.
Waterloo war schon zu Lebzeiten mehr als Zeichner und Radierer bekannt. Es existiert eine Vielzahl an Skizzen, vor allem auch von seinen Reisen und großformatigen, detailliert ausgeführten Landschaftszeichnungen, die wahrscheinlich bereits dem Verkauf dienten. Von seinen Radierungen kann man heute noch 136 Blätter zweifelsfrei Waterloo zuschreiben. Neben sehr genauen Veduten zeigen sie bevorzugt Waldszenen und Gehöfte, die er mit topographischer Genauigkeit wiedergibt. Da sie in allen größeren Sammlungen mit niederländischer Kunst vertreten sind, waren sie für eine Vielzahl von Künstlern bis ans Ende des 18. Jahrhunderts anregend. So gibt es zum Beispiel von Johann Georg von Dillis Kopien nach seinen Radierungen.